# Crunomys celebensis
Crunomys celebensis és una espècie de mamífer rosegador de la família dels múrids. És endèmica de Sulawesi (Indonèsia), on viu a altituds d'entre 823 i 1.600 msnm. Es tracta d'un animal insectívor. El seu hàbitat natural són les selves tropicals perennifòlies de plana. Està amenaçada per la tala d'arbres i la transformació del seu medi per a usos agrícoles. El seu nom específic, celebensis, significa ‘de Cèlebes’ en llatí.